# Oerlikon KBA

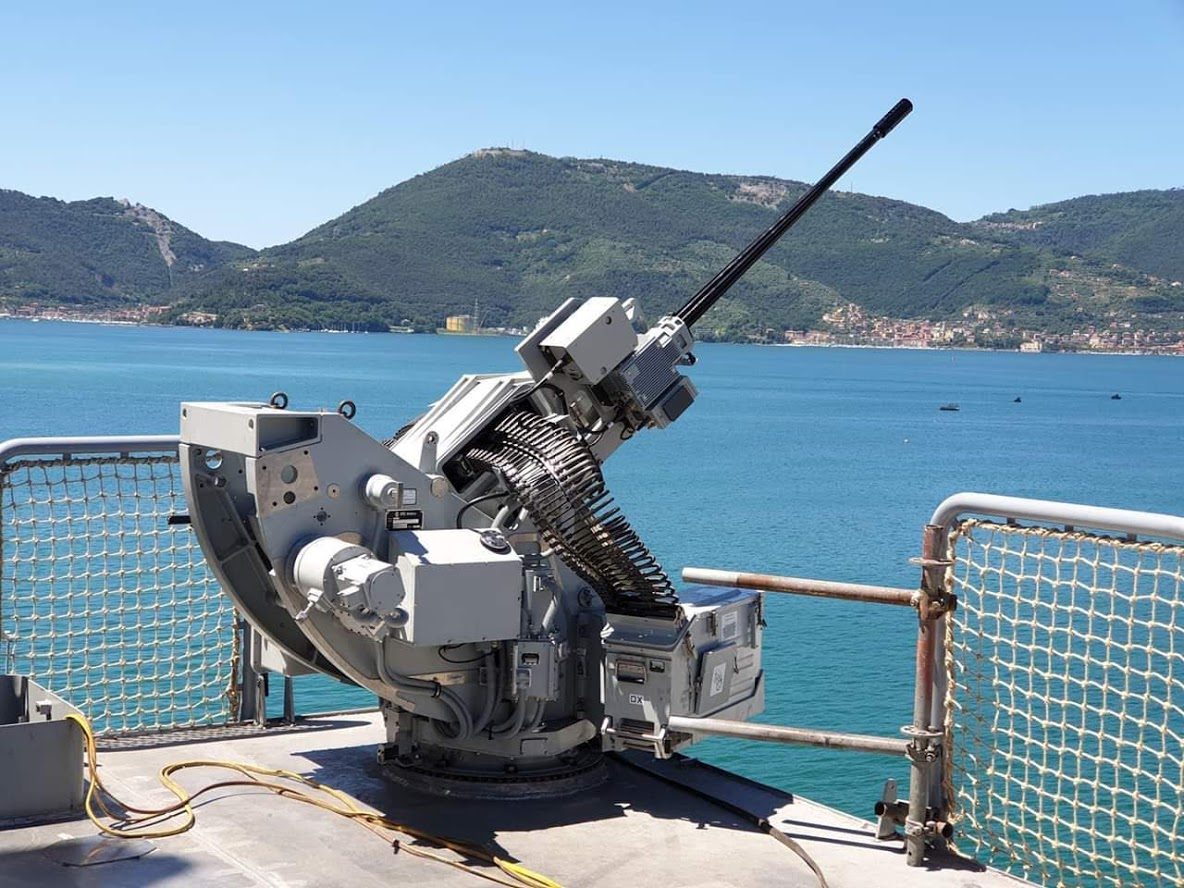
Tourelleau téléopéré Oerlikon KBA de 25 mm.

L'Oerlikon KBA est un canon automatique de 25 mm (25 × 137 mm), développé comme une arme polyvalente à courte portée pour l'affrontement mécanisé, fabriqué à l'origine par Oerlikon (aujourd'hui Rheinmetall AG) et actuellement produit dans les installations de Rheinmetall Italia SpA. Il s'agit d'un canon à culasse à verrouillage positif, à emprunt de gaz et à recul, doté d'une tête de boulon rotative et d'un système d'alimentation sélective à double courroie acceptant une cartouche OTAN de 25 mm. La cadence de tir en mode rafale est de 600 coups par minute, mais elle peut être ajustée électroniquement et réduite à un seul coup ou à une plage sélectionnable de 100 à 200 coups par minute.

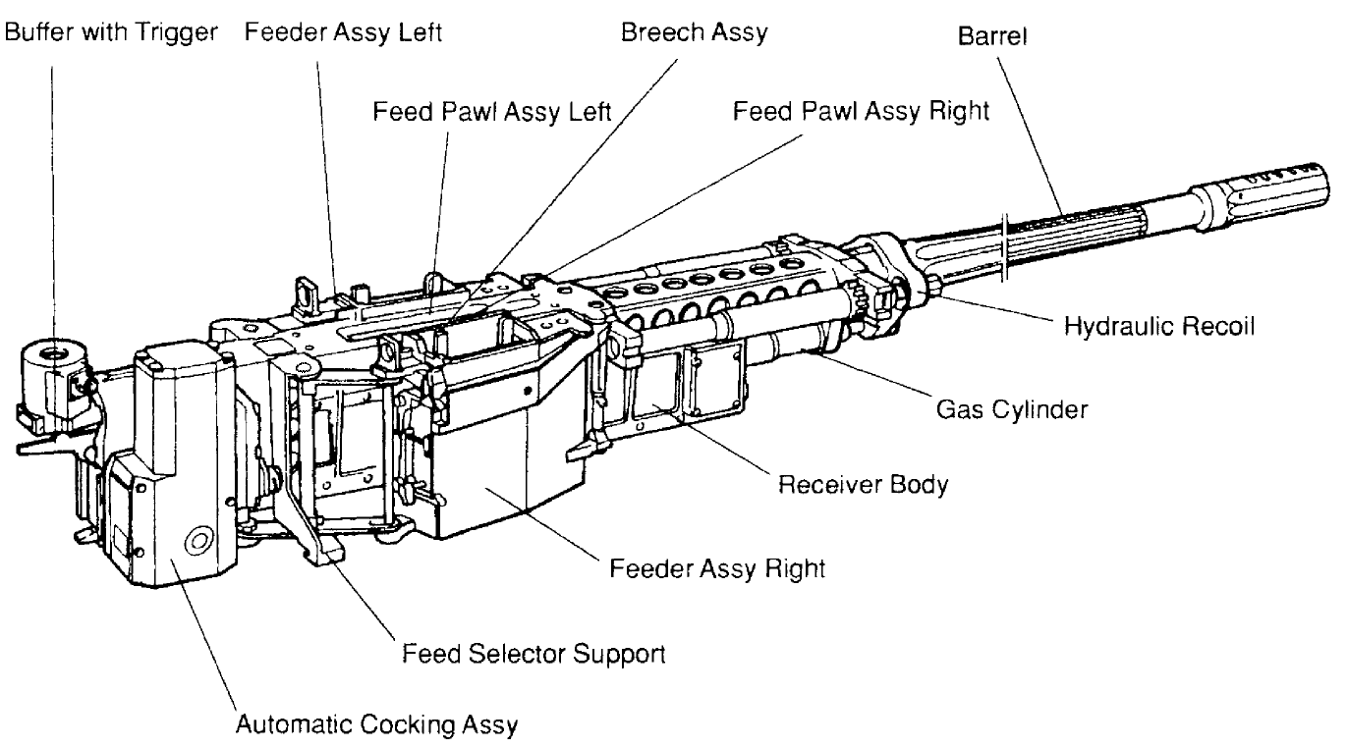
Description en anglais de l'Oerlikon KBA de 25 mm.

Grâce à sa puissance de feu, sa gamme de munitions et son « Instant Ammunition Selection Device » (IASD), qui permet au tireur de basculer facilement entre les obus perforants et les obus hautement explosifs, le canon KBA peut engager des véhicules légèrement blindés, de l'infanterie, des positions antichars, des hélicoptères, des avions de combat et des navires.